# Walter Pagel
Walter Traugott Ulrich Pagel
(Berlim, 12 de novembro de 1898 — Londres, 25 de março de 1983) foi um patologista e historiador da medicina alemão.
Pagel nasceu em Berlim, filho de Julius Leopold Pagel. Casou com a médica Magda Koll em 1920. Tiveram um filho, Bernard Pagel, nascido em 1930. Pagel obteve o doutorado na Universidade de Berlim, em 1922, tornando-se professor da Universidade de Heidelberg em 1931. A família mudou-se para a Inglaterra em 1933, escapando da perseguição aos judeus. Pagel morreu em Mill Hill, Londres.
Receber o Prêmio Dexter de 1969, a Medalha George Sarton de 1970 e a Medalha Robert Koch de 1982.